# Dunai államkonföderáció
A Dunai államkonföderáció egy, az emigrációban lévő Kossuth Lajos által 1850. június 15-én Gróf Teleki Lászlóhoz írott levelében kifejtett terv a Habsburg birodalom és benne a történelmi Magyarország területének föderalista elvek mentén történő átszervezésére.
Kossuth meggyőződése szerint egy laza, föderatív állam alkalmas lett volna a központi hatalom általi elnyomás megakadályozására, az azidőtájt fokozódó nacionalizmusból fakadó nemzetiségi viszálykodás megelőzésére a kisebb nemzetek politikai szabadságának és függetlenségének garantálása révén:
(...) ha kérdeztek, mit gondolok Magyarország jövendőjéről? azt felelém, vagy nincs jövendője, vagy ha van, jövendője az, hogy a szomszéd kisebb nemzetekkel egy foderatiot képezzen, mely mindezen kisebb nemzeteknek politicai szabadságát s függetlenségét, bármely hatalom túlnyomó súlya ellen, nemzetiségét pedig beolvasztás ellen biztosítsa.
(...)
Ha kérdeztek, miként vélem a vagy mesterségesen felszítogatott, vagy természetesen felébredt nemzetiségi tusákat kiengesztelhetőknek? feleletem ismét az volt: a foederatio eszméje által.
A gyakorlatban a felvázolt javaslat nem valósult meg. Az első világháborút lezáró Trianoni békeszerződés a Habsburg birodalmat megszüntette, melynek korábbi területén számos új, önálló állam alakult meg.